# その日のまえに
『その日のまえに』（そのひのまえに）は、重松清による連作短編小説集。文藝春秋より2005年8月5日に刊行された。
2007年にラジオドラマ化、2008年に映画化、2014年にテレビドラマ化、2016年に朗読劇化される。

## 収録作品
全編とも『別冊文藝春秋』に掲載された。
- ひこうき雲（2004年5月号〈251号〉）
- 朝日のあたる家（2004年3月号〈250号〉）
- 潮騒（2004年9月号〈253号〉、「誰かがいた海」を改題）
- ヒア・カムズ・ザ・サン（2005年1月号〈255号〉、「小春日和」を改題）
- その日のまえに（2005年3月号〈256号〉）
- その日（2005年5月号〈257号〉）
- その日のあとで（2005年7月号〈258号〉）

## ラジオドラマ
『再春館製薬所ドラマスペシャル その日の前に』のタイトルで2007年3月21日MBSラジオおよび文化放送で放送された。

### キャスト
- 別所哲也
- 生田智子
- 竜雷太
- 丸山隼
- 寿ひずる
- 大森うたえもん
- 出口高司
- 川嶋あい

### スタッフ
- 脚本 - 田村孝裕
- 製作 - 毎日放送
- 企画協力 - 文藝春秋
- 特別協賛 - 再春館製薬所
- 主題歌 - 川嶋あい 「uneasy」
  - 川嶋はウエイトレス役で出演。

### 放送時間
- MBSラジオのほか、文化放送でもネットされた。
- MBSラジオ(AM1179Khz)※製作局　
  - 午後2:00 - 3:30
- 文化放送(AM1134Khz)
  - 午前11:00 - 12:30(製作局のMBSより放送時間が早い。)

## 映画
第21回東京国際映画祭特別招待作品。
キャッチコピーは、「ここから始まる人びとの物語」。

### キャスト（映画）
- 日野原健大 - 南原清隆
- 日野原とし子 - 永作博美
- 佐藤俊治 - 筧利夫
- 石井剛史 - 今井雅之
- 山本看護師 - 勝野雅奈恵
- くらむぼん / 宮澤とし子 - 原田夏希
- 川田孝子 - 柴田理恵
- 永原医師 - 風間杜夫
- 入江睦美 - 宝生舞
- 女子高生 - 寺島咲
- 駅長 - 厚木拓郎
- 川田タダシ - 森田直幸
- 武口修太 - 斉藤健一
- 工藤良太 - 窪塚俊介
- 安藤美紗 - 伊勢未知花
- 日野原健哉 - 大谷燿司
- 日野原大輔 - 小杉彩人
- 佐藤俊治の妻 - 高橋かおり
- 喫茶店の客 - 並樹史朗
- 相模ベーカリー店主 - 大久保運
- 繁寿司店主 - 三浦景虎
- 魚勝店主 - 油井昌由樹
- お惣菜専門店「浜ちゃん」のおかみさん - 小林かおり
- オカちゃんの母 - 吉行由実
- とし子の兄 - 笹公人
- とし子の兄嫁 - 柴山智加
- エコバッグを配る女 - 鈴木聖奈
- 村山伸吾 - 村田雄浩
- とし子の父 - 山田辰夫
- とし子の母 - 左時枝
- 富永 - 小日向文世
- かもめハウスのおばば - 根岸季衣
- 石井さん - 入江若葉
- 健大の祖父 - 峰岸徹（遺作）

### スタッフ（映画）
- 監督 - 大林宣彦
- 脚本 - 市川森一
- 撮影台本 - 大林宣彦、南柱根
- 製作 - WOWOW、PSC、角川映画
- 配給 - 角川映画
- 主題歌 - クラムボン 「永訣の朝 抄」（「その日のまえに」 オリジナル・サウンドトラック収録）

### 製作
大林宣彦の妻でプロデューサーの大林恭子が映画化を薦め、大林宣彦も読んで映画化を希望。以前から付き合いもあり、近所にあった重松清の事務所の郵便ポストに「この原作を映画化しますからよろしく」という旨手紙を書いて投函した。このオファーを重松も快く了承し、映画化が動き始めた。
ウッチャンナンチャンの南原清隆はかねてより、大林映画の大ファンを公言し、自身のテレビ番組のコーナーで、1993年の『水の旅人 侍KIDS』の撮影現場を訪れた際、大林から「ちょっと出るかい?」と言われ、急遽、トラック運転手役を作ってもらい、数カット出演した。本作の主役を大林が誰に演じさせるか悩んでいたとき、テレビ出演中の南原を見て、ふと思い立ち、南原に直筆の出演依頼を書いた手紙を送った。撮影の後半はほとんど順撮りで、南原は普段、あまり役者業をやらないことから、映画と現実がオーバーラップして、妻役の永作博美に惚れ込んでしまい、「もの凄く感情を揺さぶられた」と話している。
2004年の『理由』で女優デビューして、本作で未経験のギャル役を演じた寺島咲は、「私は大林監督の現場から映画界に入っているので、最初はそれが普通で、ほかの現場もそんな感じだろうなと思っていたら、実際に他の現場を体験して、大林監督の現場が特殊なんだと気付きました」と話している。

## テレビドラマ
2014年3月23日・3月30日に前後編で、NHK BSプレミアム「プレミアムドラマ」にて放送。前編では余命宣告された妻が死亡する「その日」を迎えるまでを、後編では「その日」やその後のことまでが描かれ、最後には光を感じられる結末となっている。キャッチコピーは「余命を宣告された妻。僕には何ができるのか――。」。

### キャスト（テレビドラマ）
- 原田健輔[4] - 佐々木蔵之介[6]
- 原田和美[4] - 檀れい
- 原田健哉 - 林晃平
- 原田大輔 - 澤田陸
- 山本美代子 - 宮崎美子
- 石川茂 - 吉田鋼太郎
- 永原正樹 - 近藤芳正

### スタッフ（テレビドラマ）
- 脚本 - 中谷まゆみ
- 演出 - 国本雅広（ケイファクトリー）
- 主題歌 - 指田郁也「オレンジ」
- 音楽 - 羽毛田丈史
- 制作統括 - 管原浩（NHK）、高橋史典（ケイファクトリー）

### 放送日程
| 各話 | 放送日  | ラテ欄                                   |
| ---- | ------- | ---------------------------------------- |
| 前編 | 3月23日 | 余命を宣告される妻、夫は何ができるのか⋯  |
| 後編 | 3月30日 | 重松清の名作・完結編 のこされた夫と子は⋯ |

## 朗読劇
2016年4月16日・17日・23日・24日にDMM VR THEATERで公演。最新のサイネージ技術を駆使し、立体視映像表現・ライブホログラフィック演出を挿入した朗読劇。「その日のまえに」「ヒア・カムズ・ザ・サン」を公演。

### キャスト（朗読劇）
その日のまえに
- 僕 - 家中宏、東地宏樹（ダブルキャスト）
- 和美 - 平田裕香
- 健哉 - 三輪建太
- 大輔 - 真坂美帆
- 店長 - 草摩そうすけ
- 永原先生 - 坂口候一

ヒア・カムズ・ザ・サン
- トシくん - 古川慎、増田俊樹（ダブルキャスト）
- トシの母 - 日髙のり子、井上喜久子（ダブルキャスト）
- カオル - 大橋彩香、田辺留依（ダブルキャスト）

### スタッフ（朗読劇）
- 演出 - なかのとおる
- 舞台監督 - 小野貴巳
- 映像・宣伝・プロデュース - DMM.futureworks